# Benátský filmový festival

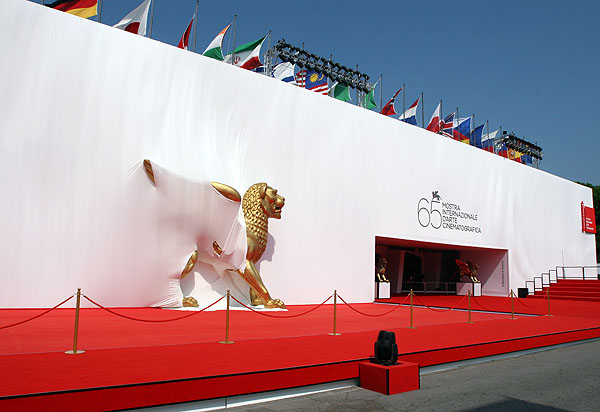
65. ročník Benátského filmového festivalu

Benátský filmový festival (italsky: Mostra Internazionale d'Arte Cinematografica di Venezia, anglicky: Venice Film Festival) je filmový festival, který se každoročně koná koncem srpna či začátkem září na ostrově Lido v Benátkách v Itálii. Festival byl v roce 1932 založen hrabětem Giuseppe Volpi di Misurata pod názvem „Esposizione Internazionale d'Arte Cinematografica.“ Promítání probíhá v historickém Palazzo del Cinema na Lungomare Marconi. Benátský filmový festival patří mezi světově nejproslulejší filmové festivaly a je součástí benátského bienále, které patří mezi hlavní výstavy a festivaly současného umění.
Mezi hlavní ceny, které jsou na festivalu udíleny patří Leone d'Oro (Zlatý lev), který je udílen nejlepšímu filmu festivalu, a Coppa Volpi, která je udílena nejlepšímu herci a nejlepší herečce.